# Mirosław Karpiuk
Mirosław Karpiuk (ur. 12 stycznia 1958 w Międzyrzecu Podlaskim) – polski piłkarz grający na pozycji bramkarza. Znany głównie z występów w Szombierkach Bytom i Odrze Wodzisław Śląski.